# Les Enfants du maïs
Les Enfants du maïs (titre original : Children of the Corn) est une nouvelle de Stephen King qui fait partie du recueil Danse macabre publié en 1978. Elle a été publiée pour la première fois en 1977 dans le magazine Penthouse.

## Résumé
Burt et Vicky Robeson traversent les États-Unis en voiture dans une ultime tentative de sauver leur mariage. Alors qu'ils se trouvent dans le Nebraska, et ses champs de maïs à perte de vue, ils se disputent une nouvelle fois et leur véhicule heurte un jeune garçon. En examinant le corps, Burt découvre qu'il a la gorge tranchée et qu'il était déjà mourant lors de la collision. Burt et Vicky mettent le corps dans le coffre et se dirigent vers Gatlin, la localité la plus proche. Gatlin s'avère cependant être une ville fantôme qui semble avoir été abandonnée en 1964, douze ans auparavant.
Vicky est gagnée par un malaise croissant mais Burt est déterminé à trouver quelqu'un à qui confier le corps. Il laisse sa femme dans la voiture en emportant les clés et part inspecter l'église. Celle-ci a subi d'étranges transformations et Burt y découvre des registres qui l'amènent à penser que les enfants de Gatlin ont tué tous les adultes en sacrifice à une divinité du maïs appelée « Celui Qui Règne sur les Sillons » et qu'ils sont eux-mêmes offerts en sacrifice lorsqu'ils atteignent dix-neuf ans.
En sortant de l'église, Burt voit des dizaines d'enfants qui ont encerclé la voiture. Les enfants s'emparent de Vicky. Burt poignarde l'un d'eux avant de prendre la fuite. Poursuivi, il se cache dans les champs de maïs jusqu'au crépuscule. Il pénètre dans une clairière où il découvre que Vicky a été crucifiée, et est lui-même tué par une créature gigantesque qui a surgi du maïs. Le lendemain, le jeune prophète des enfants de Gatlin annonce à la communauté que « Celui Qui Règne sur les Sillons » est mécontent d'avoir dû intervenir en personne et que l'âge du sacrifice est abaissé à dix-huit ans. 

## Genèse
La nouvelle est parue initialement dans le magazine Penthouse en mars 1977. Elle a été intégrée l'année suivante dans Danse macabre, le premier recueil de nouvelles de l'écrivain.

## Analyse
Le thème le plus évident de la nouvelle est le fanatisme religieux mais celui de la guerre du Viêt Nam est également présent de façon plus subtile. Les sacrifices faits au maïs commencent en 1964, année de l'engagement américain au Viêt Nam, et la fertilité de la terre semble liée au conflit, la maladie du maïs pouvant être mise en parallèle avec la défoliation du sol vietnamien par l'armée américaine ainsi que, sur un plan plus symbolique, la souillure spirituelle des États-Unis. Les péchés des adultes doivent être lavés pour permettre au maïs de croître à nouveau, et Burt et Vicky représentent les États-Unis ayant perdu leur innocence après la guerre du Viêt Nam. L'abaissement de « l'âge de faveur » de 19 à 18 ans décidé à la fin de la nouvelle renvoie à celui « du droit de vote et d'enrôlement dans l'armée appliqué par le gouvernement américain pendant la guerre du Vietnam ».

## Adaptations
La nouvelle a été adaptée sous forme de court métrage, Les Disciples du corbeau (Disciples of the Crow), en 1983. Ce court métrage a été distribué en vidéo en 1986 en tant que l'une des trois histoires de Contes macabres (Night Shift Collection) mais la cassette VHS a été retirée de la vente peu après pour des problèmes de droits.
Elle a ensuite été adaptée au cinéma par Fritz Kiersch en 1984 sous le titre Les Démons du maïs (Children of the Corn) avec Peter Horton et Linda Hamilton dans les rôles de Burt et Vicky. De nombreuses suites ont été données à ce film. Une préquelle Les Démons du maïs (2020).
Une version télévisée réalisée par Donald P. Borchers, Children of the Corn, a été diffusée en 2009. David Anders et Kandyse McClure y tiennent les rôles de Burt et Vicky.